# Dicladocerus liriomyza
Dicladocerus liriomyza is een vliesvleugelig insect uit de familie Eulophidae. De wetenschappelijke naam is voor het eerst geldig gepubliceerd in 1995 door Khan.